# 勐海胡椒
勐海胡椒（学名：Piper chaudocanum）为胡椒科胡椒属的植物。分布于越南、老挝以及中国大陆的云南等地，见于树上，目前尚未由人工引种栽培。